# Lavatunnel
En lavatunnel eller lavarør (eng. lava tube eller lava cave) er en vulkansk grotte, der dannes ved et vulkansk udbrud af lava med lav viskositet, idet overfladen størkner og lader den indre lava flyde ud og danne et hulrum. Man kender mere end 200 lavatunneler.
Lavatunneler findes over hele Jorden i vulkanske områder, f.eks. Island, Galapagos og Tenerife og de kan være ganske små, under en meter i diameter til mange meter i diameter.  Surtshellir på Island med en længde på 1.970 m var i lang tid anset for at være den længste lavatunnel i verden, men der er nu fundet store og meget længere lavatunneler og sammenhængende systemer af lavatunneller. Hawaii er specielt velforsynet med lavatunneller - et skøn anslår omkring 1.000 lavatuneller. Den længste lavatunnel er Kazumura Cave  på Hawaii, der er 65,5 km lang. 
Man har fundet lavatunneller på Månen og har formodninger om at der også findes lavatunneler på andre planeter og måner med vulkansk aktivitet.

## Eksterne links
- World’s longest lava tubes. Bob Gulden (opdateret)
- Martian lava tubes revisited Arkiveret 19. januar 2013 hos  Wayback Machine